# James Patrick Cannon
James Patrick Cannon (1890-1974) foi um comunista estadunidense e líder trotskysta. Cannon foi fundador e importante liderança do Partido Socialista dos Trabalhadores (SWP).
Nascido em Rosedale, Kansas, James P. Cannon foi primeiro membro do Trabalhadores Industriais do Mundo, e então do Partido Socialista da América (SPA). Ele foi pessoalmente treinado por Bill Haywood, uma importante liderança do IWW.
Cannon opôs à Primeira Guerra Mundial uma posição internacionalista e juntou-se à Revolução Russa de 1917. Em 1919, ele tornou-se membro fundador do Partido (Comunista) dos Trabalhadores (agora conhecido como Partido Comunista dos Estados Unidos - (CPUSA) ) e era parte das lideranças no seu início, servindo como presidente do partido de 1919 a 1928, posição que hoje é subordinada à secretaria geral.
Em um ainda ficcional Partido Comunista nos anos 20, Cannon foi responsável pela organização Internacional de Defesa dos Trabalhadores - ILD onde construiu uma poderosa base. Seus seguidores se organizavam fracamente na chamada "facção Foster-Cannon" que buscava a união dos trabalhadores estadunidenses "nativos".
Enquanto estava na Rússia em 1928, Cannon leu uma crítica à direção da Internacional Comunista redigida por Trotsky que circulou equivocadamente pelo Comintern. Ele foi convencido pelos argumentos e tentou formar uma Oposição de Esquerda dentro do P(C)T. Isso resultou na sua expulsão. Ele então fundou a Liga Comunista da América junto com Max Shachtman e Martin Abern e iniciou a publicação The Militant. Eles se auto-proclamavam uma fração externa do P(C)T.
Seguindo a capitulação do Comintern frente ao nazismo na Alemanha eles concluíram, junto com Trotsky, que o Comintern não podia ser reformado e embarcou em um esforço para construir uma nova Internacional e novos partidos. Concretamente, isso significava que não consideravam mais a Liga Comunista como uma fração do PC, mas a semente de um novo partido revolucionário. Isso também significou que eles estavam mais inclinados a olhar para o trabalhador de outras seções socialistas e movimentos operários a partir desse ponto.
Embora a liga comunista fosse uma organização pequena - oponentes diziam que Cannon, Abern e Shachtman eram "três generais sem um exército" - conquistou a maioria das seções do Partido Comunista de Minneapolis e St. Paul. Consequentemente, quando o movimento dos trabalhadores renasceu no início da década de 30, a Liga Comunista estava bem colocada para por suas ideias em ação nas duas cidades e com sua influência na Irmandade Internacional dos Condutores, a união rapidamente cresceu depois da disputa histórica em 1934. Cannon teve papel crucial nessa disputa, dirigindo o trabalho de base da Liga Comunista diariamente, junto com Shachtman.
Isso levou Cannon e a Liga Comunista a se fundirem com o Partido Operário Americano de A. J. Muste formando o Partido Operário dos Estados Unidos e depois, com suas forças aumentadas, entrar no Partido Socialista da América como uma fração. Isto os levou um esforço interno como uma fração que se opôs à fusão com o Partido Socialista e que sobre formar a Liga Operária Revolucionária, conduzida por Hugo Oehler. Em 1937 haviam recrutado um grande número de pessoas do grupo de juventude do Partido Socialista da Amárica, a Liga Socialista de Jovens (YPSL), deixaram o PSA e formaram o Partido Socialista dos Trabalhadores (SWP). Cannon foi seu primeiro secretário.
Cannon também era uma figura importante na Quarta Internacional, no movimento trotskysta internacional, e visitou a Grã-Bretanha em 1938 com a intenção de auxiliar na unificação dos grupos britânicos. O resultado foi um arremedo de unificação, a Liga Socialista Revolucionária, que logo se desintegrou.
Em 1940, um dos co-líderes de Cannon no SWP, Max Shachtman, deixa o SWP com uma grande parte de seus membros para formar o Partido dos Trabalhadores. Uma das questões centrais da controvérsia foi a opinião de Cannon de que os trotskystas deveriam continuar defendendo a União Soviética contra o imperialismo ocidental e que a minoria do SWP deveria se submeter à autoridade da maioria. A disputa está descrita no livro "O Esforço para o Partido Proletário", de Cannon, e "Em Defesa do Marxismo", de Trotsky. Outro golpe foi sofrido durante a Segunda Guerra Mundial, quando Cannon foi preso por causa do Smith Act, junto com outros membros do SWP que se opuseram à política belicista do governo dos EUA. Mesmo na cadeia, entretanto, sua influência no SWP era forte e ele escrevia aos líderes do partido regularmente, por exemplo, recomendando a mudança na linha do partido sobre o "Levante de Varsóvia". O livro "Cartas da Prisão", de Cannon, contém várias dessas missivas.
Depois da guerra, Cannon voltou a liderar o SWP, mas declinou desse papel depois de deixar a secretaria geral para Farrell Dobbs em 1953. Retirou-se para a Califórnia no meio dos anos 50. Entretanto, permaneceu como um membro ativo do Comitê Político do partido. Cannon estava muito envolvido no racha que se desenvolveu tanto no SWP quanto na Quarta Internacional em 1952. Teve papel central na orientação da fração pública apoiada pelo SWP, o Comitê Internacional pela Quarta Internacional e apoiou a eventual reunificação dos dois lados em 1963 que levou à formação do Secretariado Unificado da Quarta Internacional (SU. Ele não tomou parte da várias disputas de tendências que ocorreram entre 1963 e 1967, exceto para condenar as normas organizacionais rígidas defendidas por seus antigos apoiadores. Essas cartas estão reunidas no livro "Não Estrangulem o Partido". Ele morreu em Los Angeles em agosto de 1974.
Um jornalista revolucionário generoso, muitos de seus artigos foram coletados em uma série de livros, os mais conhecidos são "Diário de um Agitador" e "O Esforço para um Partido Proletário".
Os livros importantes escritos por Cannon são "Estrada Americana para o Socialismo", "A História do Trotskysmo Americano", "Socialismo em Julgamento" e "Os Primeiros Dez Anos do Comunismo Americano".